# Typhlodromus linzhiensis
Typhlodromus linzhiensis är en spindeldjursart som beskrevs av Wu 1987. Typhlodromus linzhiensis ingår i släktet Typhlodromus och familjen Phytoseiidae. Inga underarter finns listade i Catalogue of Life.